# Yang Pu
Yang Pu (chiń. upr. 杨璞; chiń. trad. 楊璞; pinyin Yáng Pú; ur. 30 marca 1978 w Pekinie) – chiński piłkarz występujący na pozycji obrońcy w Beijing Guo’an.

## Kariera klubowa
Yang Pu pochodzi z Pekinu. Swoją zawodową karierę piłkarską rozpoczął w 1998 r. w miejscowym Guo’anie. W pierwszym sezonie tam spędzonym rozegrał tam tylko jedno spotkanie, jednak od następnego zaczął występować częściej. W ekipie Yulinjun grał do roku 2002. W tym czasie jego klub zajmował kolejno 3., 6., 6., 8. i 3. miejsce w tabeli chińskiej I ligi. Od sezonu 2003 przemianowano klub na Hyundai Pekin. Występował tam przez trzy sezony po czym w 2006 roku klub ponownie zmienił nazwę na Guo’an. Gra w niej do dziś z numerem 8 na koszulce. Jest tam podstawowym piłkarzem.

## Kariera reprezentacyjna
Yang w reprezentacji swojego kraju zadebiutował w 2001 roku. Rok później selekcjoner Velibor Milutinović powołał go do kadry na Mundial. Na tym turnieju Chińczycy zajęli ostatnie miejsce w swojej grupie a sam Yang zagrał w dwóch spotkaniach (przegranym 4-0 z Brazylią i przegranym 3-0 z Turcją). Łącznie w barwach narodowych rozegrał 34 mecze.